# ليزينو
ليزينو هي بلدية (كوميون) في مقاطعة كونيو في منطقة بيدمونت الإيطالية، وتقع على بعد حوالي 80 كيلومتر (50 ميل) جنوب شرق تورينو وحوالي 35 كيلومتر (22 ميل) شرق كونيو. في 31 ديسمبر 2004، كان عدد سكانها 868 نسمة وتبلغ مساحتها 14.4 كيلومتر مربع (5.6 ميل2) . 
تقع ليزينو على حدود البلديات التالية: كاستيلينو تانارو وتشيفا ومومباسيليو ونييلا تانارو وسان ميشيل موندوفي.